# Silvanus parviceps
Silvanus parviceps là một loài bọ cánh cứng trong họ Silvanidae. Loài này được Casey miêu tả khoa học năm 1916.